# Stanisław Nowak (ziemianin)
Stanisław Nowak (ur. ok. 1848, zm. 1 lutego 1919 w Kąśnej) – polski ziemianin, właściciel dóbr.

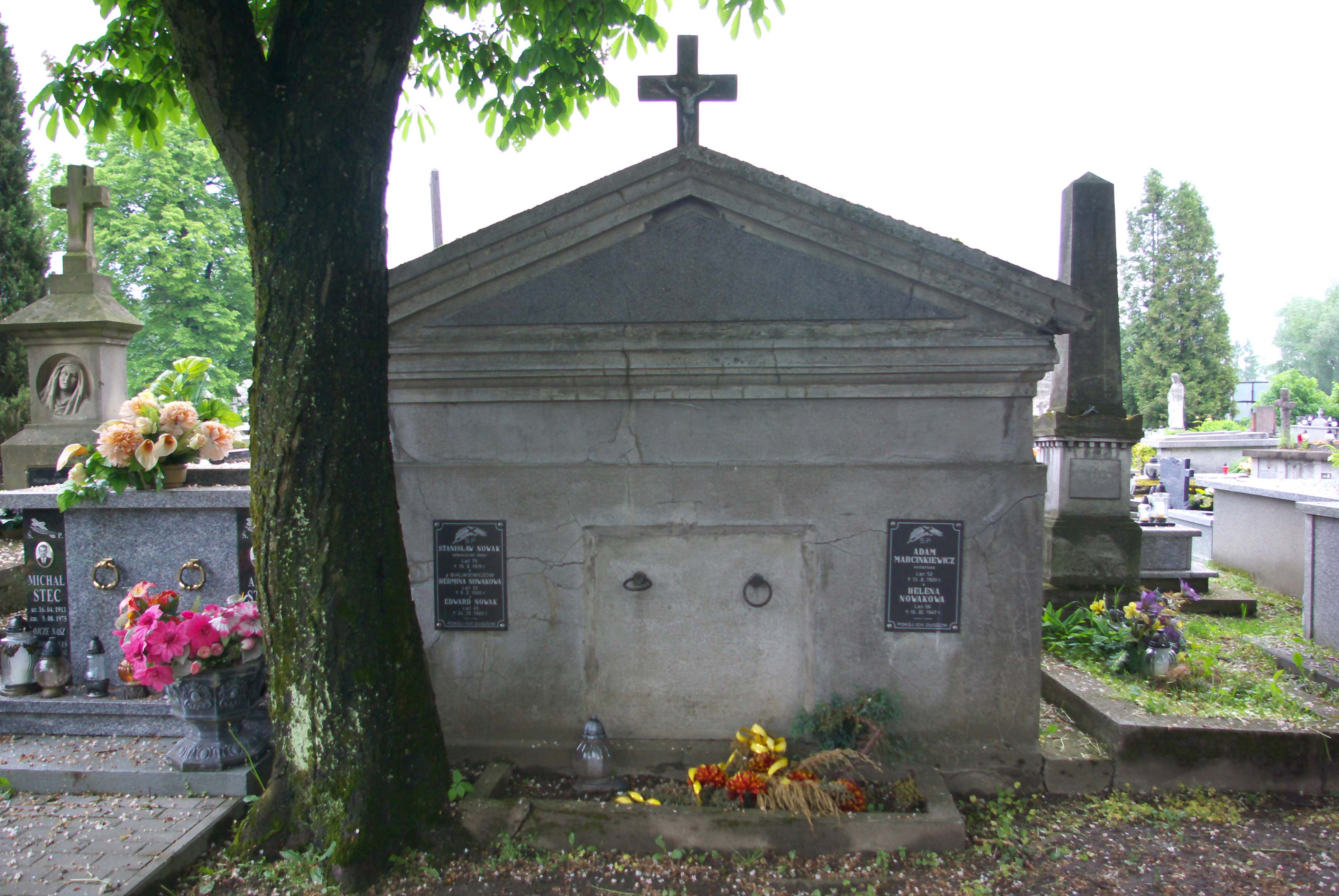
Grobowiec rodziny Nowaków w Sanoku

## Życiorys
Urodził się około 1848. Był synem Franciszka i Katarzyny z domu Rusinowskiej.
9 sierpnia 1889 poinformowano, że Józef i Stanisław Nowakowie nabyli dobra w Olchowcach (pod Sanokiem) z przyległościami o powierzchni 5000 morgów za cenę 350 tys. złr.. Na przełomie XIX i XX wieku Stanisław Nowak był właścicielem ziemskim dóbr na obszarze powiatu sanockiego: Zahutyń (425 ha; tam znajdował się dwór Nowaków.), Dębna (351 ha na pocz. XX wieku, 342 ha w 1911), Międzybrodzie (229 ha, w 1911 – 212 ha), Tyrawa Solna (735 ha – lasy, w 1911 wraz z Eugeniuszem i Tadeuszem Nowakami posiadał tam 235 ha), Liszna, Zamłyń, a ponadto nabył tereny w powiecie rzeszowskim: Błaszkowa, Futoma (gdzie był patronem miejscowej parafii św. Walentego) oraz powiecie pilzneńskim: Błaszkowa (oraz Bidaczyce i Foszczyce), Kamienica Górna, Klecie. W 1896 nabył od hr. Michała Zyberk Platera dobra Bachlawa, Hoczew, Średnia Wieś. Według stanu z początku 1906 rodzina Nowaków posiadała 6 obszarów dworskich na obszarze powiatu sanockiego. Na początku XX wieku Stanisław Nowak nabył od rtm. Włodzimierza Kodrębskiego dworek w Kąśnej Dolnej, wcześniej należący Ignacego Jana Paderewskiego.
Uchwałą Rady Miejskiej w Sanoku z 1901 został uznany przynależnym do gminy Sanok. Był członkiem sanockiego gniazda Polskiego Towarzystwa Gimnastycznego „Sokół”. Został prezesem Towarzystwa Kasy Zaliczkowej w Sanoku i jej rady nadzorczej. 15 marca 1904 został wybrany na okres trzech lat cenzorem Kasy Oszczędności w Sanoku. Był członkiem zwyczajnym Macierzy Szkolnej dla Księstwa Cieszyńskiego, sanockiego koła Towarzystwa Szkoły Ludowej, Towarzystwa Upiększania Miasta Sanoka.
Zmarł 1 lutego 1919 w Kąśnej w wieku 70 lat. Został pochowany w grobowcu rodzinnym na cmentarzu przy ul. Rymanowskiej w Sanoku 5 lutego 1919.
Od około 1873 był żonaty z Julią z domu Gardulską (córka Józefa Gardulskiego), z którą miał dzieci: Antoninę Katarzynę (ur. 1875, od 1897 zamężna z Adamem Marcinkiewiczem, dziennikarzem „Kuryera Rzeszowskiego” i notariuszem, zm. 1920, która także była właścicielką dóbr i prowadziła kamieniołom w Olchowcach), Marię Katarzynę (ur. 1876, od 1898 żona Romana Krogulskiego, adwokata, burmistrza i prezydenta Rzeszowa), Jana Franciszka (ur. 1878, od początku 1912 żonaty z Anną Kapiszewską, córką Henryka; ich córka Barbara została żoną Edwarda Łabno, a syn Leszek ożenił się z Jadwigą Niewola-Staszkowską), Annę Zofię (1879–1935, od 1901 zamężna z Pawłem Biedką), Edwarda Michała (1880–1922, od 1908 żonaty z Herminą Bialikiewicz, córką Władysława, owdowiały w 1920 ożenił się z jej młodszą siostrą Heleną Joanną), Mieczysława (ur. 1882), Stanisława Ludwika (ur. 1885), Mariana Juliana (ur. 1890), Jadwigę Wandę (1892-1894), Witolda Henryka (ur. 1897).